# Réserve internationale de ciel étoilé
 (décembre 2023).

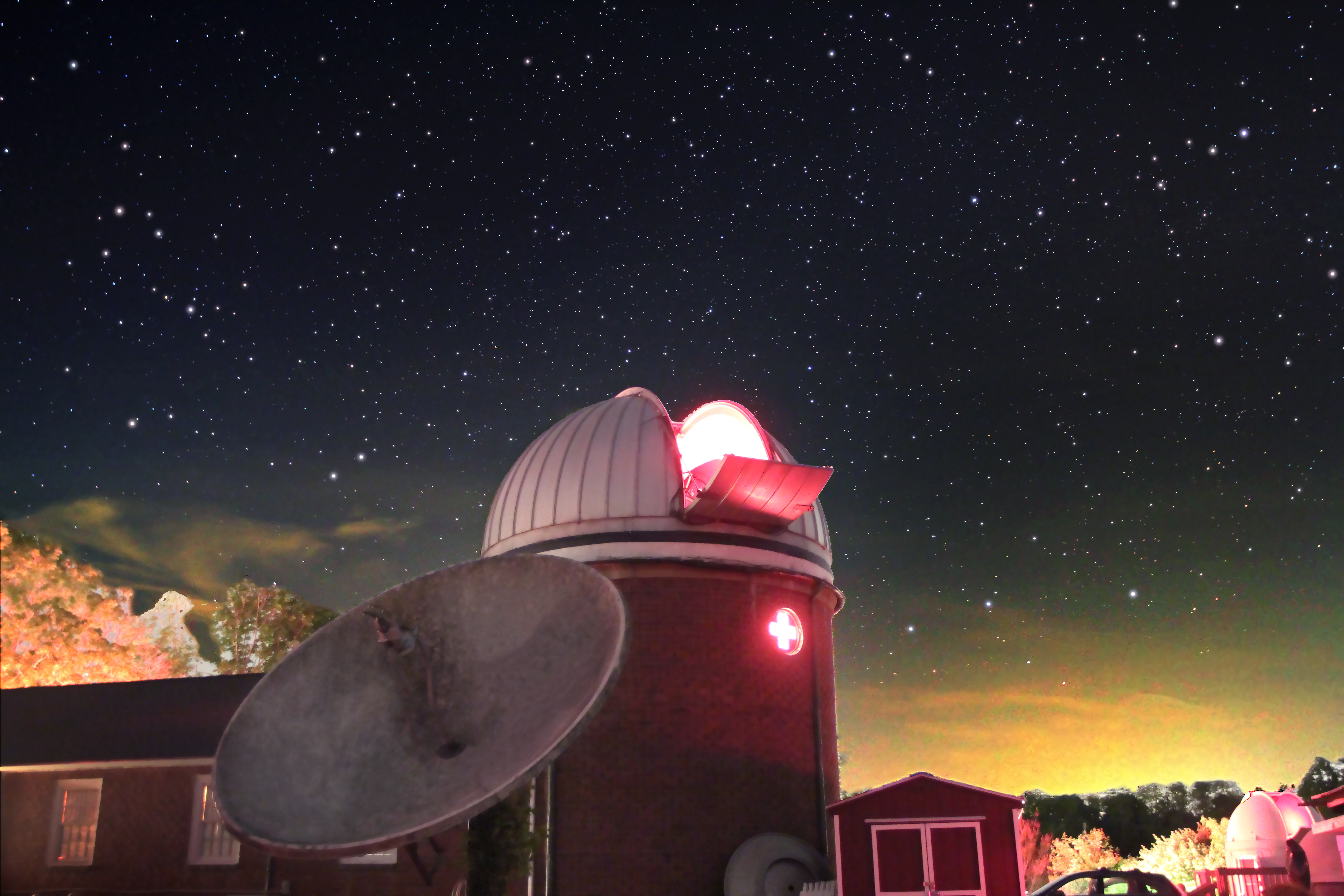
Observatoire astronomique et ciel étoilé.

Une réserve internationale de ciel étoilé (RICE) est une région où le ciel et l'environnement nocturne sont protégés et présentent des qualités exceptionnelles. Ces régions sont identifiées par un label remis par l'Association internationale Dark Sky(IDA). Elles présentent plusieurs intérêts : scientifique, naturel, éducatif ou culturel. Au sein des RICE, des mesures sont prises afin de minimiser la pollution lumineuse et de favoriser l'environnement nocturne.

## Historique
La première des réserves de ciel étoilé est celle de Torrance Barrens (en) en Ontario (canton de Muskoka Lakes) au Canada, créée en 1999, bien qu'il existe des zones de protection autour de certains grands observatoires astronomiques avant la fondation de cette réserve.
Jusqu'en 2006, le seul programme visant à souligner les efforts des communautés pour limiter la pollution lumineuse est celui de la Société royale d'astronomie du Canada (SRAC). À cette date, l'Association internationale Dark Sky (IDA) met en place un comité de travail pour définir et encadrer les « réserves internationales de ciel étoilé », et les « parcs internationaux de ciel étoilé », puis plus récemment les « sanctuaires internationaux de ciel étoilé » ainsi que les « communautés internationales de ciel étoilé »,.

## Au Québec
Depuis 2007, le Québec abrite la RICE du Mont-Mégantic, située dans le parc national du Mont-Mégantic, première réserve internationale de ciel étoilé au monde labellisée par l'IDA,.

## En France
En 2025, la France compte sept réserves internationales de ciel étoilé.
La RICE du pic du Midi de Bigorre, première réserve de ciel étoilé française, a été labellisée en 2013. Elle est co-gérée par la régie du pic du Midi, le parc national des Pyrénées et le syndicat départemental d’énergie 65
La RICE du parc national des Cévennes obtient le label en 2018 et devient ainsi la seconde de France et la plus grande d'Europe. En 2018, ce parc a organisé avec l'Agence française pour la biodiversité un colloque pour la « préservation de l'environnement et des paysages nocturnes ».
La RICE Alpes Azur Mercantour, portée par le parc national du Mercantour, le parc naturel régional des Préalpes d’Azur et la communauté de communes Alpes d’Azur, devient en décembre 2019 la troisième réserve étoilée de France,.
La RICE du parc naturel régional de Millevaches en Limousin est labellisée le 30 novembre 2021.
La RICE du parc naturel régional du Vercors est labellisée le 26 septembre 2023. La réserve comprend les trois quarts sud du parc,.
La RICE du parc naturel régional des Landes de Gascogne est labellisée le 12 février 2025. La réserve comprend une zone-cœur de 945 km2.
La RICE du parc naturel régional du Morvan est labellisée le 21 mai 2025. Elle est située dans la partie sud du Parc naturel régional et couvre 1 297 km2 et 50 communes.

## Liste des réserves labellisées
| Nom                                              | Pays             | Création |
| ------------------------------------------------ | ---------------- | -------- |
| Aoraki Mackenzie                                 | Nouvelle-Zélande | 2012     |
| Parc national des Bannau Brycheiniog             | Royaume-Uni      | 2013     |
| Central Idaho                                    | États-Unis       | 2017     |
| Parc national d'Exmoor                           | Royaume-Uni      | 2011     |
| Comté de Kerry                                   | Irlande          | 2014     |
| Parc naturel régional des Landes de Gascogne     | France           | 2025     |
| Mont-Mégantic                                    | Canada           | 2007     |
| Moore's Reserve                                  | Royaume-Uni      | 2016     |
| Parc naturel régional du Morvan                  | France           | 2025     |
| NamibRand Nature Reserve                         | Namibie          | 2012     |
| Parc national des Cévennes                       | France           | 2018     |
| Pic du Midi de Bigorre                           | France           | 2013     |
| Réserve de biosphère de la Rhön                  | Allemagne        | 2014     |
| Parc national de Snowdonia                       | Royaume-Uni      | 2015     |
| Westhavelland                                    | Allemagne        | 2014     |
| Alpes Azur Mercantour                            | France           | 2019     |
| Cranborne Chase (AONB)                           | Royaume-Uni      | 2019     |
| Réserve du fleuve Murray                         | Australie        | 2019     |
| Parc national des North York Moors               | Royaume-Uni      | 2020     |
| Parc national de Yorkshire Dales                 | Royaume-Uni      | 2020     |
| Parc naturel régional de Millevaches en Limousin | France           | 2021     |
| Réserve du Grand Big Bend                        | États-Unis       | 2022     |
| Parc naturel régional du Vercors                 | France           | 2023     |
| Wairarapa Dark Sky Reserve                       | Nouvelle-Zélande | 2023     |

## Autres aires remarquables
En 2011, l'île Anglo-Normande de Sercq est le premier territoire d'Europe à être labellisé « communauté internationale de ciel étoilé »,.
En 2020, Niue est la première nation à devenir « sanctuaire international de ciel étoilé »,, en sus du label « communauté internationale de ciel étoilé ».